# Forficula fistula
Forficula fistula – gatunek skorka z rodziny skorkowatych i podrodziny Forficulinae.
Gatunek ten opisany został w 1990 roku przez Henrika Steinmanna na podstawie dwóch samców odłowionych w 1951 i 1961 roku.
Skorek ten osiąga od 13 do 23 mm długości ciała mierzonego wraz ze szczypcami. Głowę ma rudą, nabrzmiałą, pomarszczoną, dłuższą niż szeroką, o niewyraźnych szwach, wklęśniętej pośrodku tylnej krawędzi oraz stosunkowo dużych, ale krótszych od skroni oczach. Brązowe czułki mają człon pierwszy nieco krótszy niż ich rozstaw, u nasady silnie przewężony, a na szczycie rozszerzony. Żółtawe, skórzaście pomarszczone, nieco dłuższe niż szerokie, ku tyłowi zwężone przedplecze ma brzegi boczne delikatnie wypukłe, kąty tylne szeroko zaokrąglone, a krawędź tylną pośrodku wypukłą. Pokrywy (tegminy) i tylne skrzydła są jednobarwnie żółtawe i dobrze wykształcone. Barwa odnóży jest żółtawa. Duży odwłok ma ciemnorudoczarne tergity, z których trzeci ma małe, a czwarty duże wzgórki gruczołowe na bokach. Ostatni z tergitów jest poprzeczny, gładki i niezmodyfikowany. Rozmiary pygidium są bardzo małe. Przysadki odwłokowe (szczypce) mają wydłużone ramiona o odcinkach nasadowym i środkowym spłaszczonych, a odcinku wierzchołkowym cylindrycznym. Narządy genitalne samców mają duże paramery zewnętrzne, bardzo szeroką centralną płytkę parameralną oraz krótką virgę o nasadzie rozszerzonej w wyraźny pęcherzyk.
Owad afrotropikalny, endemiczny dla Gwinei.